# Traverse des Sioux

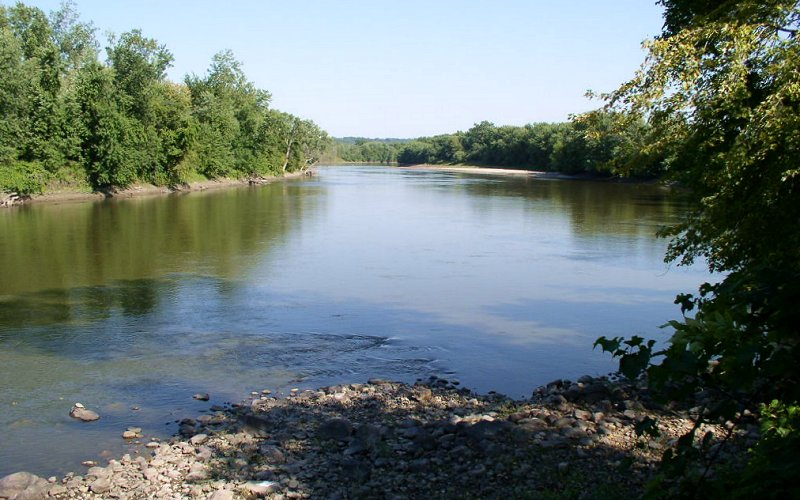
Vue de la Traverse des Sioux sur la rivière Minnesota.

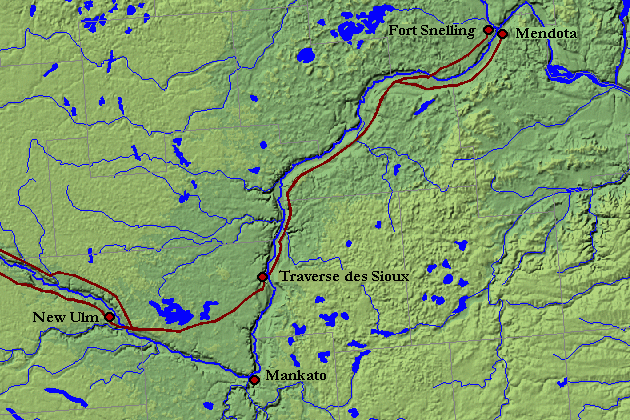
Localisation de la Traverse des Sioux dans l'État du Minnesota.

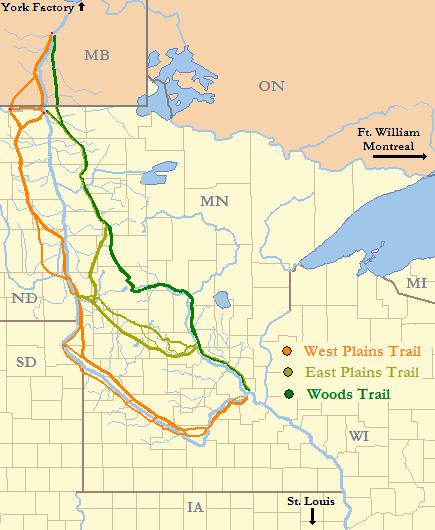
Plusieurs pistes partent de la Traverse des Sioux sur la rivière Minnesota.

La Traverse des Sioux est un passage à gué ancestral de la rivière Minnesota permettant la traversée de cet important cours d'eau aux nombreuses pistes d'échanges et de commerce utilisées depuis des siècles par les diverses tribus amérindiennes.

## Description
La traverse des Sioux est un passage à gué permettant le franchissement de la rivière Minnesota. Ce lieu fut un important lieu de transbordement de marchandises et de biens divers par les différentes Nations amérindiennes. 

## Histoire
Lors de l'arrivée des premiers explorateurs, trappeurs et coureurs des bois canadiens-français et métis, arpentant les vastes territoires de la Nouvelle-France, l'endroit fut dénommé traverse (gué permettant de traverser) et Sioux en raison de l'importance de cette Nation amérindienne vivant dans cette contrée aux confins du Pays des Illinois et de la Louisiane française. Ce gué fut un lieu d'échange et de transbordement de marchandises, notamment de pelleterie provenant des nombreux postes de traite de la fourrure.
Le 23 juillet 1851 fut signé le traité de la Traverse des Sioux, (en anglais : Traverse des Sioux Treaty), un accord conclu entre la Nation amérindienne des Sioux avec le gouvernement des États-Unis et qui dépossédait les Amérindiens d'une partie des territoires ancestraux des Sioux au profit des colons américains sur le territoire du Minnesota.
La Traverse des Sioux est le lieu de départ de plusieurs pistes de la rivière Rouge empruntés par les colons américains au cours du XIXe siècle.

## Monument national
En 1905, la Traverse des Sioux fut déclarée comme monument national enregistré dans le Registre national des lieux historiques placé sous la tutelle du gouvernement fédéral des États-Unis. En 1981, il fut transféré au Minnesota Historical Society et à la ville de Saint Peter siège du comté de Nicollet où est située la Traverse des Sioux. Le lieu est situé dans le Traverse des Sioux State Park.